# Munidopsis antonii
Munidopsis antonii is een tienpotigensoort uit de familie van de Munidopsidae. De wetenschappelijke naam van de soort is voor het eerst geldig gepubliceerd in 1884 door Filhol.